# Аппер-Наяк (Нью-Йорк)
Аппер-Наяк (англ. Upper Nyack) — селище (англ. village) в США, в окрузі Рокленд штату Нью-Йорк. Населення — 2015 осіб (2020).

## Географія
Аппер-Наяк розташований за координатами 41°7′15″ пн. ш. 73°54′39″ зх. д. / 41.12083° пн. ш. 73.91083° зх. д. (41.120881, -73.910830).  За даними Бюро перепису населення США в 2010 році селище мало площу 11,31 км², з яких 3,16 км² — суходіл та 8,14 км² — водойми.

## Демографія
Згідно з переписом 2010 року, у селищі мешкали 2063 особи в 730 домогосподарствах у складі 540 родин. Густота населення становила 182 особи/км².  Було 784 помешкання (69/км²).
Расовий склад населення:
| - 89,3 % — білих - 3,9 % — чорних або афроамериканців - 2,5 % — азіатів - 0,1 % — корінних американців - 1,8 % — осіб інших рас |

До двох чи більше рас належало 2,3 %. Частка іспаномовних становила 6,5 % від усіх жителів.
За віковим діапазоном населення розподілялося таким чином: 25,8 % — особи молодші 18 років, 58,9 % — особи у віці 18—64 років, 15,3 % — особи у віці 65 років та старші. Медіана віку мешканця становила 44,9 року. На 100 осіб жіночої статі у селищі припадало 100,1 чоловіків;  на 100 жінок у віці від 18 років та старших — 92,5 чоловіків також старших 18 років.
Середній дохід на одне домашнє господарство  становив 167 909 доларів США (медіана — 117 917), а середній дохід на одну сім'ю — 198 970 доларів (медіана — 136 250). Медіана доходів становила 81 250 доларів для чоловіків та 82 321 долар для жінок. За межею бідності перебувало 3,7 % осіб, у тому числі 0,0 % дітей у віці до 18 років та 3,7 % осіб у віці 65 років та старших.
Цивільне працевлаштоване населення становило 1025 осіб. Основні галузі зайнятості: освіта, охорона здоров'я та соціальна допомога — 34,2 %, науковці, спеціалісти, менеджери — 17,2 %, мистецтво, розваги та відпочинок — 11,0 %, фінанси, страхування та нерухомість — 6,5 %.